# Кинич-Кан-Хой-Читам II

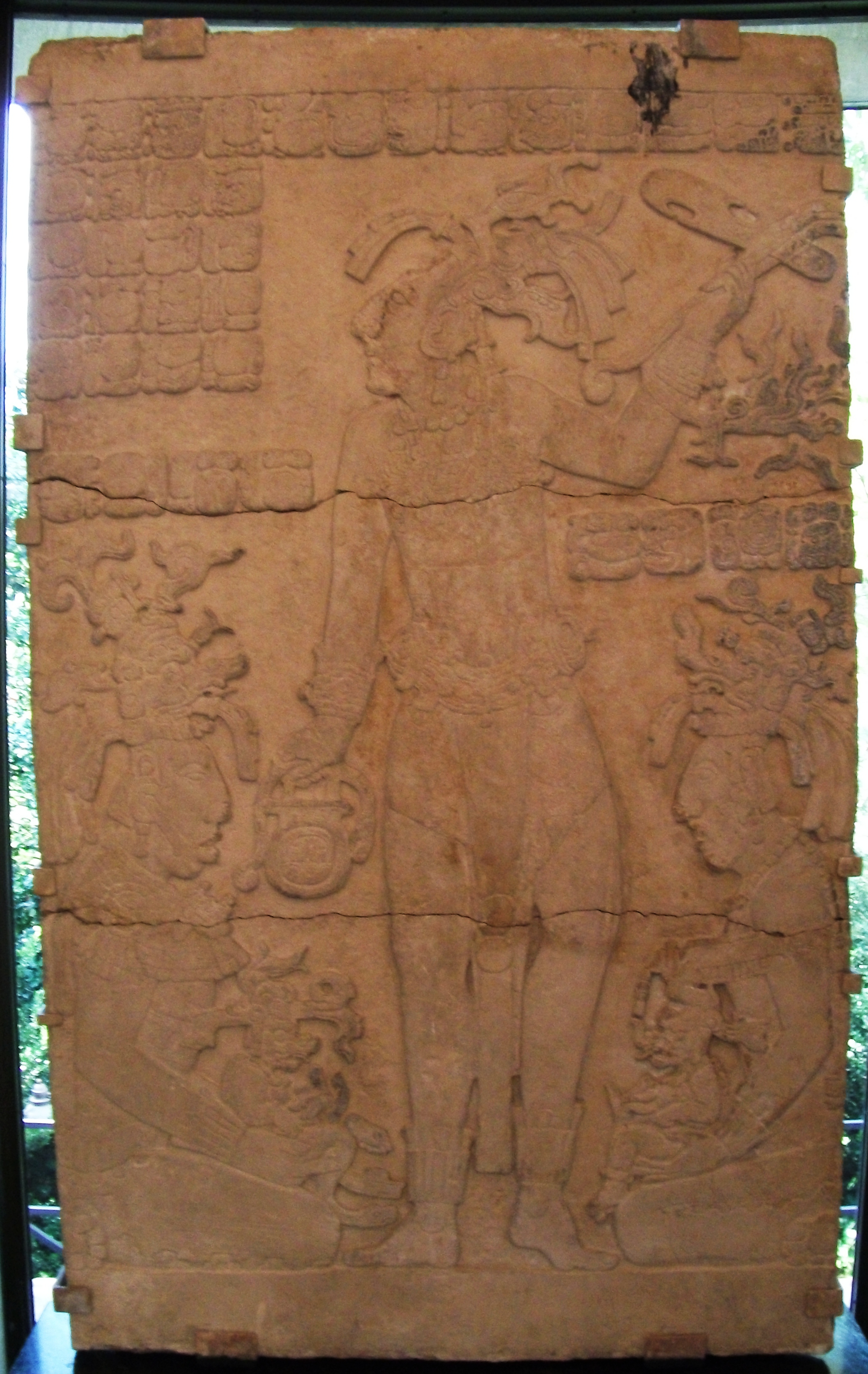
Рельеф с изображением Кинич-Кан-Хой-Читама II, Думбартон-Окс

Кинич-Кан-Хой-Читам II (майя: K’INICH K’AN-na-JOY[CHITAM]-ma «Драгоценный/жёлтый связанный пекари»; 2 ноября 644 — 721) — правитель Баакульского царства со столицей в Паленке с 28 мая 702 по 721 год.

## Биография
Кинич-Кан-Хой-Читам II родился 31 октября 644 (длиснный счёт: 9.10.11.17.0 11 Ahaw 8 Mak) в семье Кинич-Ханаб-Пакаля I и Иш-Цакбу-Ахав. Его братом был предыдущий правитель Баакуля Кинич-Кан-Балам II и, вероятно, Тивол-Чан-Мат тоже был его братом.
Кинич-Кан-Хой-Читам II воцарился 28 мая 702 года (9.13.10.6.8 5 Lamat 6 Xul) в возрасте 57 лет сменив Кинич-Кан-Балама II. Фактически, его преемственность была запланирована, так как ещё в 684 году он принял титул baah ch’ok, который переводится как «главный царевич».

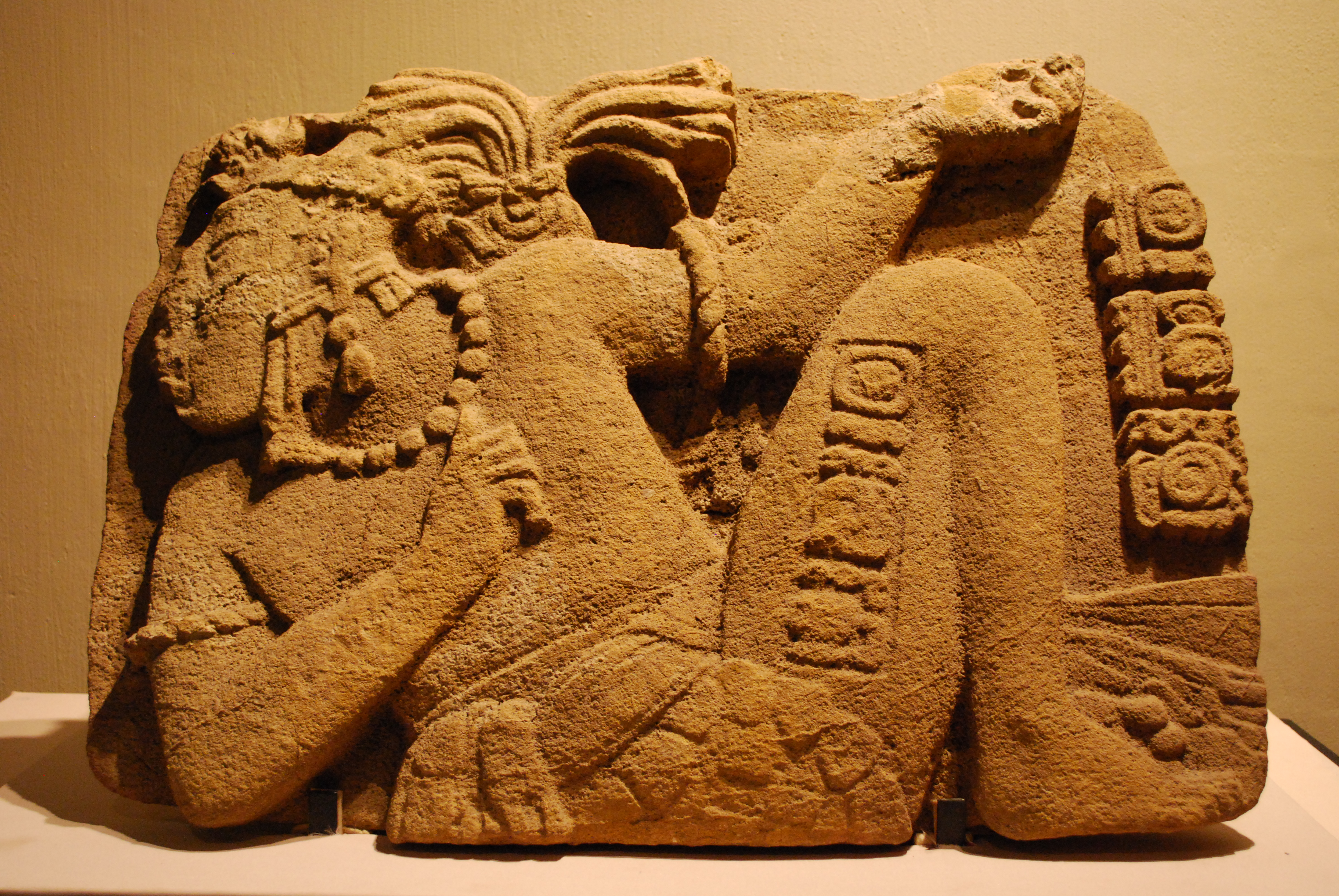
Памятник 122 из Тонины

В 711 году Баакуль терпит поражение от царства Попо при правлении Кинич-Бакаль-Чака, вследствие чего 66-летний Кинич-Кан-Хой-Читама II попал в плен. Об этом событии повествует короткий текст на Памятнике 122 из Тонины, столицы Попо, на котором также изображён связанный Кинич-Кан-Хой-Читам II. Дата указанная на камне — 26 августа 711 год (9.13.19.13. 3 Ak’bal 16 Yax). На камне Кинич-Кан-Хой-Читам II изображён в согнутой позе с нефритовыми украшениями и связанными руками. То, что он был одет в царские одеяния, указывает на то, что он был освобождён вследствие выкупа, договора об уплате дани или присяги как вассала. Давид Стюарт доказал тот факт, что Кинич-Кан-Хой-Читам II был освобождён из плена, указав на повреждённый текст с упоминанием правителя на Стеле 8, датируемой 714 годом, и на надпись из Храма 16, повествующей о церемонии 718 года, которой руководил правитель.
Кинич-Кан-Хой-Читам II был инициатором строительства северной галереи, замыкающей Восточный и Западный двор. Длинный текст на Дворцовой табличке в центре галереи перечисляет различные обряды правителя на пути к царствованию. Однако, в подписи к тексту упоминаются рождение и церемония наречения Уш-Йоп-Хуна, изображённого царём. Текст заканчивается посвящением галереи в 720 году и то, что она принадлежала Уш-Йоп-Хуну. В тексте Кинич-Кан-Хой-Читам II является «наблюдателем» за посвящением.
Его преемником стал Акуль-Мо-Наб III.

## Внешние ссылки
- «Los gobernantes dinásticos de Palenque» (недоступная ссылка) Архивировано 1 июля 2012 года.
- «K'inich K'an Joy Chitam II» Архивная копия от 3 августа 2021 на Wayback Machine
- К’инич-К’ан-Хой-Читам II Архивная копия от 3 августа 2021 на Wayback Machine